# ساندور ميجر
ساندور ميجر (بالمجرية: Major Sándor)‏ هو مصارع هاوي مجري، ولد في 31 يوليو 1965 في بودابست في المجر.

## وصلات خارجية
- ساندور ميجر على موقع قاعدة بيانات المصارعة الدولية (الإنجليزية)
- ساندور ميجر على موقع أوليمبيديا (الإنجليزية)